# Електронна педагогіка
Електронна педагогіка (е-педагогіка)  —
1. розробляє специфічні завдання створення й ефективного впровадження в освітню практику інформаційно-комунікаційних технологій (ІКТ), зокрема реалізація завдань відкритої освіти (Биков В. Ю.);
2. новий напрямок педагогічної науки, предметом якої є педагогічна система відкритої освіти; система педагогічних методів, методик, форм навчання і виховання у високотехнологічних інформаційно-освітніх середовищах (Костікова І. І.).

Зміст електронної педагогіки — це система наукових знань, практичних умінь і навичок, а також світоглядних і морально-етичних ідей, які необхідно опанувати в процесі навчання в електронному освітньому середовищі.
Термін «е-педагогіка» не повинен сприйматися «в штики» освітянською громадськістю. Нині вже досить широко використовуються не тільки у професійному середовищі, а й у повсякденному житті, такі, наприклад, терміни як «електронний уряд», «електронна комерція», «електронна економіка», «електронна освіта і навчання», навіть «електронна Україна». Додаток «електронна» відображає у цих назвах, термінах особливості будови відповідних підсистем інформаційного суспільства.
Основні проблеми е-педагогіки у своїй основі схожі з проблемами традиційної педагогіки. Їх постановка не суперечить, а навпаки базується на здобутках традиційної психолого-педагогічної науки та освітньої практики. Проте, ці проблеми мають свої особливості, які відрізняють їх від традиційних і які обумовлені та акцентують увагу на специфічних аспектах будови й особливостях педагогічної діяльності у комп'ютерно орієнтованому навчальному середовищі, у відкритих педагогічних системах. Проблеми е-педагогіки, таким чином, утворюють деяку системну підмножину сучасних проблем педагогіки і педагогічної психології, які можна виділити у певну відносно незалежну сукупність, яка утворює проблемне поле е-педагогіки, формує її цілі, ставить завдання щодо їх розв'язання.
До основних сучасних проблем е-педагогіки слід віднести:
1. Недостатня розробленість теорії навчання у відкритих педагогічних системах, несформованість її поняттєво-термінологічного апарату.
2. Проблема формування педагогічно доцільного складу і структури методичних систем відкритої освіти. Це в першу чергу стосується розробки підходів до структурування змісту освіти, його подання у єдиному освітньому інформаційному просторі, проектування і впровадження орієнтованих на інтерактивність суб'єктів педагогічного процесу, технологій навчання, що базуються на використанні мережевих інформаційних ресурсів відкритого НС, е-дистанційного навчання, створення навчально-методичних матеріалів, орієнтованих на використання у відкритій освіті.
3. Проблема формування складу і структури будови відкритого НС. Це, у першу чергу, стосується розробки підходів до використання в навчально-виховному процесі мультимедійних засобів навчання, засобів електронних навчальних комунікацій, віртуальних предметних лабораторій, засобів мас-медіа, розміщення і розповсюдження дидактичних елементів відкритих педагогічних систем на різних типах носіїв даних (паперових, мережевих, CD тощо).
4. Проблема психолого-ергономічного обґрунтування характеру подання електронних навчальних об'єктів, що впливає на педагогічну ефективність сприйняття, розуміння та безпечного використання навчального матеріалу.
5. Проблема готовності вчителів і учнів до роботи у відкритих педагогічних системах.
6. Проблема виховання у відкритих педагогічних системах, що спричинена обмеженістю безпосередньої (віч-на-віч) навчальної взаємодії.
7. Валеологічні проблеми.
8. Проблеми віртуальної педагогіки, що розробляє питання створення та ефективного функціонування віртуальних педагогічних систем, віртуального навчального середовища, впровадження яких в освітню практику буде дедалі поширюватися.
9. Проблема обмеженості експериментальної бази науково-методичної діяльності, яка б забезпечила перевірку достовірності висунутих теоретичних положень, апробацію отриманих наукових результатів у мережі експериментальних навчальних закладів, що здатні здійснювати ефективну підтримку технологій відкритої освіти.

Нині замість поняття «електронна педагогіка» (яке активно вживалось на пострадянському просторі дотепер), але вже активно почали вживати поняття «цифрова педагогіка» (вживається в зарубіжному просторі) і вітчизняні вчені.